# Spokane (Missouri)
Spokane é uma Região censo-designada localizada no estado americano de Missouri, no Condado de Christian.

## Demografia
Segundo o censo americano de 2000, a sua população era de 133 habitantes.

## Geografia
De acordo com o United States Census Bureau tem uma área de
2,0 km², dos quais 2,0 km² cobertos por terra e 0,0 km² cobertos por água. Spokane localiza-se a aproximadamente 404 m acima do nível do mar.

## Localidades na vizinhança
O diagrama seguinte representa as localidades num raio de 20 km ao redor de Spokane.